# Christian Schimmel
Christian Schimmel (* 13. September 1992) ist ein österreichischer Fußballspieler auf der Position eines Stürmers. Bis 2010 spielte er im U-19-Jugendteam des SK Austria Kärnten, sowie bei deren Amateurteam in der viertklassigen Kärntner Landesliga und in deren Profimannschaft mit Spielbetrieb in der österreichischen Bundesliga. Ab Juni 2013 spielt Schimmel beim ASKÖ Köttmannsdorf.

## Karriere

### Jugend
Seine aktive Karriere als Fußballspieler begann Schimmel Mitte Juni 2000 in der Kärntner Gemeinde Ebenthal beim dort ansässigen SC Ebental. Beim Nachwuchs des Vereins durchlief er verschiedene Jugendspielklassen, ehe er im Juli 2006 erstmals an den Kooperationsverein FC Kärnten abgegeben wurde, wo er fortan in der Nachwuchsabteilung aktiv war. Nachdem der FC Kärnten neben dem sportlichen Aus auch immer mehr in finanzielle Schwierigkeiten geraten war, musste er seine Jugendakademie samt beinahe aller Jugendspieler an den neu konstituierten SK Austria Kärnten abgeben.
Nach dem Übergang zur Austria Kärnten spielte Schimmel dort mehrere Spielzeiten hinweg in den verschiedenen Jugendmannschaften. In der Spielzeit 2007/08 konnte er bei 32 Einsätzen noch 25 Tore verzeichnen, als seine Torgefährlichkeit in der Folgesaison 2008/09 deutlich abnahm, als er bei 22 Spielen zu fünf Treffern kam. Auch in der Spielzeit 2009/10 ist der gelernte Stürmer noch im Nachwuchs des SK Austria Kärnten aktiv. Aktuell (April 2010) spielt er mit der U-19-Mannschaft in der von Toto gesponserten U-19-Jugendliga und kam in derselben Saison bisher bei sieben Einsätzen drei Mal zum Torerfolg.

### Vereinskarriere
Schimmels Vereinskarriere begann, als er im Jahre 2010 in die Amateurmannschaft des SK Austria Kärnten, die ihren Spielbetrieb in der viertklassigen Kärntner Landesliga hat, geholt wurde. Sein dortiges Teamdebüt gab er am 21. März 2010, als er beim 2:1-Heimsieg über den SVG Bleiburg von Beginn an auf dem Platz war und in der 83. Spielminute durch den rund zwei Monate älteren Martin Tschernuth ersetzt wurde. Bei seinem nur dritten Teameinsatz erzielte er bei der 1:3-Heimniederlage gegen den SV Feldkirchen in der 33. Spielminute den einzigen Treffer für sein Team. Diese Begegnung war auch die erste, in der er über die gesamte Spieldauer auf dem Platz stand.
Nur zwei Tage später kam Schimmel bei der 0:1-Auswärtsniederlage gegen den SK Rapid Wien zu seinem Bundesligadebüt, als er in der 87. Spielminute für den Kroaten Goran Aleksić eingewechselt wurde. Neben dem 17-Jährigen saßen auf der Ersatzbank einige weitere Jugendspieler des Vereins.
Ab 20. Juni 2010 wurde er Spieler des „neuen“ SK Austria Klagenfurt, bei dem er bis 31. Jänner 2011 gemeldet war. Kurzfristig (bis Juni 2011) war er beim damaligen Unterligaklub ASKÖ Köttmannsdorf, danach war er erneut beim SK Austria Klagenfurt, u. zw. bis 8. März 2012. In weiterer Folge lautete die Meldung für den SC St. Stefan/Lavanttal, dies bis Juni 2013. Danach wurde er wieder Spieler beim mittlerweile in die Kärntner Landesliga aufgestiegenen ASKÖ Köttmannsdorf (Quellen: „transfermarkt.de“, „fanreport.com“ und Web-Sites des Kärntner Fußballverbandes, insbesondere Mannschaftskader 2015/16 des ASKÖ Köttmannsdorf).